# Justizvollzugsanstalt Willich I
Die Justizvollzugsanstalt Willich I entstand, als die Justizvollzugsanstalt Willich im Jahre 1985 in die selbstständigen Einrichtungen Justizvollzugsanstalten Willich I und Justizvollzugsanstalt Willich II aufgeteilt wurde. Sie liegen im Willicher Stadtteil Anrath am Niederrhein zwischen Krefeld und Mönchengladbach. In der JVA Willich I sind männliche Strafgefangene zur Verbüßung ihrer Freiheitsstrafen untergebracht, in der JVA Willich II Frauen.

## Geschichte

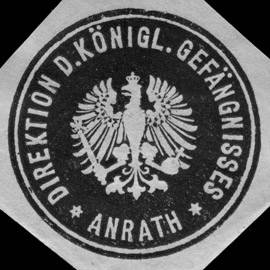
Königliches Gefängnis Anrath, Siegelmarke

Die JVA Willich ging aus dem Königlich-preußischen Gefängnis hervor. Beide Einzelanstalten befinden sich in zwischen 1900 und 1905 errichteten vierflügeligen Gebäuden (Kreuzbauten).
Das Gefängnis war 1998 Drehort für eine Folge der RTL-Serie „Alarm für Cobra 11“. Die dort gedrehte Folge (Name: Ein Leopard läuft Amok) wurde am 1. Oktober 1998 das erste Mal ausgestrahlt.
Für die JVA Willich II (Frauen) wurde bis 2009 ein Neubau errichtet, wofür eine Reihe denkmalgeschützter Dienstwohnungshäuser abgerissen wurden. Letzteres führte zu heftigen, aber erfolglosen Protesten in der Bevölkerung und von Denkmalschützern.
Im Jahr 2010 feierte der Stadtteil Anrath der Stadt Willich sein 1000-jähriges Bestehen. Im Rahmen der Feierlichkeiten veranstalteten die Justizvollzugsanstalten Tage der offenen Tür am Wochenende vom 1. bis 3. Oktober 2010. 1.300 Besucher nahmen an Führungen teil.
Am 28. März 2022 fand das Richtfest für ein neues Hafthaus statt. Das neue, viergeschossige Hafthaus soll Anfang 2024 fertig sein; die Kosten werden auf rund 400 Millionen Euro geschätzt. Das Hafthaus mit Werkstätten und Freizeitmöglichkeiten ist der erste Bauabschnitt. Danach soll das jetzige, über 100 Jahre alte Gebäude der Männerhaftanstalt abgerissen werden; dort soll ein zweites, neues Hafthaus gebaut werden. Wann dieses fertig sein soll, ist noch unbekannt.

## Zuständigkeit
Die JVA Willich I ist zuständig für die Vollstreckung von:
- Freiheitsstrafe bis unter drei Monate
- Freiheitsstrafe (Erstvollzug) von drei Monaten bis zwei Jahre
- Freiheitsstrafe (Regelvollzug) von mehr als einem Jahr sechs Monate bis einschließlich zwei Jahre
- Freiheitsstrafe von mehr als zwei Jahren entsprechend dem Ergebnis des Einweisungsverfahrens
- Freiheitsstrafe von mehr als 24 Monaten an Ausländern
- Sozialtherapeutische Abteilung

Zweiganstalt Krefeld:
- Untersuchungshaft, Auslieferungs- und Durchlieferungshaft an Erwachsenen

Zweiganstalt Mönchengladbach:
- Untersuchungshaft, Auslieferungs- und Durchlieferungshaft an Erwachsenen
- Zivilhaft
- Strafarrest[4]

Die Zuständigkeiten der Justizvollzugsanstalten in Nordrhein-Westfalen sind im Vollstreckungsplan des Landes NRW geregelt (AV d. JM v. 16. September 2003 – 4431 – IV B. 28 -).

## Einrichtungen
1905 als JVA Willich gebaut, wurde sie nach der Trennung der beiden Anstalten in JVA Willich I umbenannt. Die JVA Willich I bietet Platz für 415 Gefangene und ist mit einer sozialtherapeutischen Abteilung mit 24 Haftplätzen ausgestattet. Seit 1969 gehört ein Werkstattgebäude zur JVA Willich I.

### Zweiganstalt Krefeld
Die Zweiganstalt Krefeld wurde zwischen 1892 und 1894 an der Nordstraße in Krefeld errichtet. Sie verfügt über 73 Haftplätze im geschlossenen Vollzug. Vollstreckt wird hier die Untersuchungshaft.

### Zweiganstalt Mönchengladbach
Die Zweiganstalt Mönchengladbach wurde zwischen 1910 und 1912 an der Scharnhorststraße in Mönchengladbach errichtet. Sie verfügt über 123 Haftplätze im geschlossenen Vollzug. Vollstreckt wird hier die Untersuchungshaft.

### Zweiganstalt Mönchengladbach-Giesenkirchen
Die Zweiganstalt Mönchengladbach-Giesenkirchen wurde 1979 in einem ehemaligen Gebäude der Strafvollzugsschule eingerichtet. Sie verfügte über 62 Haftplätze im offenen Vollzug. Mit Ablauf des 31. Januar 2011 wurde sie geschlossen.

## Ehemalige Häftlinge
- Verena Becker, RAF-Terroristin (bis 1989)
- Maria Rohrbach, vermeintliche Mörderin, nach Wiederaufnahme freigesprochen (1959–61)
- Wilhelm Müller, Widerstandskämpfer gegen das NS-Regime nach 1933
- Bernhard Burgstaller, Abt und Widerstandskämpfer gegen das NS-Regime (hier gestorben 1941)
- Olaf H., Täter im Fall Mirco, in der Zweigstelle Krefeld (2011)[10]
- Hans-Jürgen Rösner siehe Geiselnahme von Gladbeck[11]

## Verschiedenes

### Königliche Potthusaren zu Anrath e.V.
Die „Potthusaren“ verstehen sich als Schützengruppe, die der Sebastianus Bruderschaft Anrath von 1463 angeschlossen ist. Sie trägt die im Rawiczer Reglement von 1835 aufgezeigten und bis 1939 vorgeschriebenen Uniformen der preußischen Strafanstalten, mit denen sie einen nahezu vergessenen gefängnis-historischen Abschnitt in Erinnerung halten möchten.
Der Begriff „Potthusaren“ geht zurück auf ein von 1906 bis 1914 in Krefeld stationiertes Husarenregiment, deren Offiziersuniformen denen der damaligen Strafvollzugsbeamten in einer Weise glichen, dass letztere nicht selten mit Husarenoffizieren verwechselt wurden. Da das königliche Gefängnis in Anrath im Volksmund als „Pott“ bezeichnet wurde, war für die in diesem Gefängnis tätigen Vollzugsbeamten der Begriff „Potthusaren“ rasch geprägt. Die Gruppe der „Potthusaren“ gründete sich im Jahre 1982 aus 16 Beamten der Justizvollzugsanstalt Willich I.

### Gefängnismuseum
Im ehemaligen Direktorenhaus wurde 2003 ein Gefängnismuseum eröffnet, das durch die Potthusaren organisiert und betreut wird und in dem mit vielen teilweise auch kuriosen Exponaten der Alltag im Gefängnis dokumentiert wird, wie beispielsweise selbstgebaute Funkgeräte und Lautsprecher oder nachgemachte Schlüssel. Ebenso werden dort auch die Originalprotokolle zu den Nürnberger Prozessen ausgestellt, die sich aus Sicherheitsgründen hinter Glas befinden.